# Triton (moto)

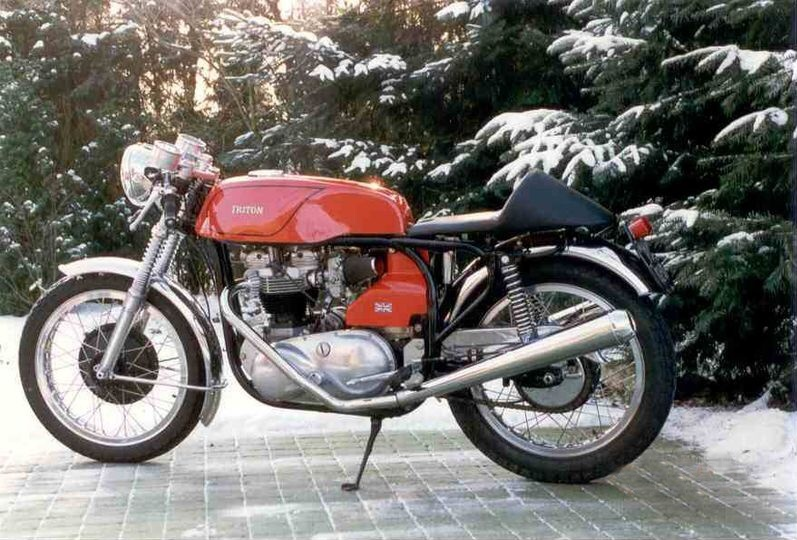
Una Triton con ciclistica della Norton 650 SS e motore della Triumph Bonneville

La Triton è una motocicletta di tipo Special, realizzata a livello artigianale negli anni cinquanta e sessanta, che nasceva dall'unione del motore della Triumph Bonneville con il telaio prodotto dalla Norton. La denominazione Triton è l'acronimo dei marchi Triumph e Norton.

## Storia e descrizione
Questa tipologia di moto composita era molto diffusa nell'ambiente café racers e, all'epoca, rappresentava la massima espressione della moto sportiva inglese.
L'esigenza di creare la Triton nacque dalla anormale fragilità dei motori bicilindrici prodotti dalla Norton negli anni '50 che limitava fortemente l'utilizzo sportivo dei telai Featherbed (letto di piume), al tempo considerati la migliore espressione della tecnica telaistica nella produzione mondiale. Per ovviare al problema delle frequenti rotture, alcuni artigiani iniziarono a sostituire, nelle loro cafè racers, il propulsore delle Norton con altre motorizzazioni e, particolarmente con i bicilindrici 650 cc della Bonneville T120R, ottenendo così  una moto potente, affidabile e stabile.
Non si sa con certezza chi fu il primo a pensare a questa trasformazione ma le Triton in breve divennero le moto più desiderate. Sempre su base ciclistica Norton, furono tentati diversi esperimenti che diedero vita ad altre moto ibride, di minor successo rispetto alla Triton, come la Tribsa, con motore della BSA Gold Star e la Norvin, con motore della Vincent Rapide.
In pratica ogni moto era un pezzo unico che rispecchiava la personalità e le convinzioni motoristiche del suo proprietario.
La fama delle Triton ha retto molto bene al passare del tempo ed oggi sono ancora richieste e vengono prodotte, in numeri molto limitati, da artigiani specializzati.